# Special Olympics Marokko
Special Olympics Marokko (englisch: Special Olympics Morocco) ist der marokkanische Verband von Special Olympics International, der weltweit größten Sportbewegung für Menschen mit geistiger Beeinträchtigung und Mehrfachbeeinträchtigung. Ziel ist die sportliche Förderung dieser Personengruppe und die Sensibilisierung der Gesellschaft für sie. Außerdem betreut der Verband die marokkanischen Athletinnen und Athleten bei den Special Olympics Wettbewerben.

## Geschichte
Special Olympics Marokko wurde 1995 mit Sitz in Rabat gegründet.

## Aktivitäten
2016 waren 297 Athletinnen, Athleten und Unified Partner sowie 22 Trainer bei Special Olympics Marokko registriert.
Der Verband nahm 2017 an den Programmen Athlete Leadership und Young Athletes teil, die von Special Olympics International ins Leben gerufen worden waren.

### Sportarten
Folgende Sportarten wurden 2017 vom Verband angeboten: 
- Badminton (Special Olympics)
- Basketball (Special Olympics)
- Boccia (Special Olympics)
- Bowling (Special Olympics)
- Floor Hockey
- Fußball (Special Olympics)
- Golf (Special Olympics)
- Handball (Special Olympics)
- Kraftdreikampf (Special Olympics)
- Leichtathletik (Special Olympics)
- Radsport (Special Olympics)
- Reiten (Special Olympics)
- Rhythmische Sportgymnastik (Special Olympics)
- Schwimmen (Special Olympics)
- Tennis (Special Olympics)
- Tischtennis (Special Olympics)
- Turnen (Special Olympics)
- Volleyball (Special Olympics)

### Teilnahme an Weltspielen vor 2020
1999 Special Olympics World Summer Games in North Carolina, USA
2003 Special Olympics World Summer Games in Dublin, Ireland
2015 Special Olympics World Summer Games, Los Angeles, USA (36 Athletinnen und Athleten)
2019 Special Olympics, World Summer Games, Abu Dhabi (40 Athletinnen und Athleten)

### Teilnahme an den Special Olympics World Summer Games 2023 in Berlin
Special Olympics Marokko nahm an den Special Olympics World Summer Games 2023 teil. Die Delegation wurde vor den Spielen im Rahmen des Host Town Program von Braunschweig  betreut und bestand aus 75 Athletinnen, Athleten, Trainern und Betreuern. Das Team gewann bei diesen Weltspielen vier Gold-, fünf Silber- und drei Bronzemedaillen.

### Teilnahme an Weltspielen nach 2023
- 2025 Special Olympics World Winter Games, Turin, Italien (10 Athletinnen und Athleten)[6]